# Spoorlijn La Loupe - Prey
De spoorlijn La Loupe - Prey was een Franse spoorlijn van La Loupe naar Prey. De lijn was 82,2 km lang en heeft als lijnnummer 422 000.

## Geschiedenis
De lijn werd in gedeeltes geopend door de Compagnie des chemins de fer de l'Ouest, van Verneuil-sur-Avre naar Damville op 27 juli 1886, van Damville naar Prey op 1 juli 1888 en van La Loupe naar Verneuil-sur-Avre op 11 november 1889.
Reizigersverkeer werd opgeheven tussen La Loupe en Verneuil-sur-Avre op 7 november 1938 en tussen Verneuil-sur-Avre en Prey op 1 juli 1939. Goederenvervoer werd stapsgewijs afgebouwd vanaf 1953:
- La Framboisière - La Ferté-Vidame-Lamblore: 4 oktober 1953
- Verneuil-sur-Avre - Breteuil: 1 juli 1964
- Senonches - La Framboisière: 24 maart 1967
- La Ferté-Vidame-Lamblore - Verneuil-sur-Avre: 3 november 1969
- La Loupe - Senonches: 1997
- Breteuil - Prey: 10 juli 2008

## Aansluitingen
In de volgende plaatsen is of was er een aansluiting op de volgende spoorlijnen:
La Loupe
RFN 420 000, spoorlijn tussen Paris-Montparnasse en Brest
RFN 504 000, spoorlijn tussen Brou en La Loupe
Verneuil-sur-Avre
RFN 395 000, spoorlijn tussen Saint-Cyr en Surdon
Prey
RFN 397 000, spoorlijn tussen Dreux en Saint-Aubin-du-Vieil-Évreux